# Готфрид Папенхајм
Готфрид Папенхајм (29. маја 1594-16. новембра 1632) био је фелдмаршал Светог римског царства у тридесетогодишњем рату.

## Каријера
Гроф Папенхајм ступио је у службу немачког цара Фердинанда II 1623, а 1626. угушио је устанак сељака у Горњој Аустрији. У бици код Брајтенфелда (17. септембра 1631) командовао је левим крилом царске војске и јуришао коњицом седам пута на шведско десно крило. У опсади Магдебурга (1631) убрзао је смелим коњичким нападом заузимање мостобрана, прешао Лабу и први продро у град 20. маја. У бици код Лицена (16. новембра 1632) продро је са коњицом (Хрвати) у позадину Швеђана и изазвао велику пометњу у њиховим редовима. Том приликом је погинуо.